# This Land Is Your Land

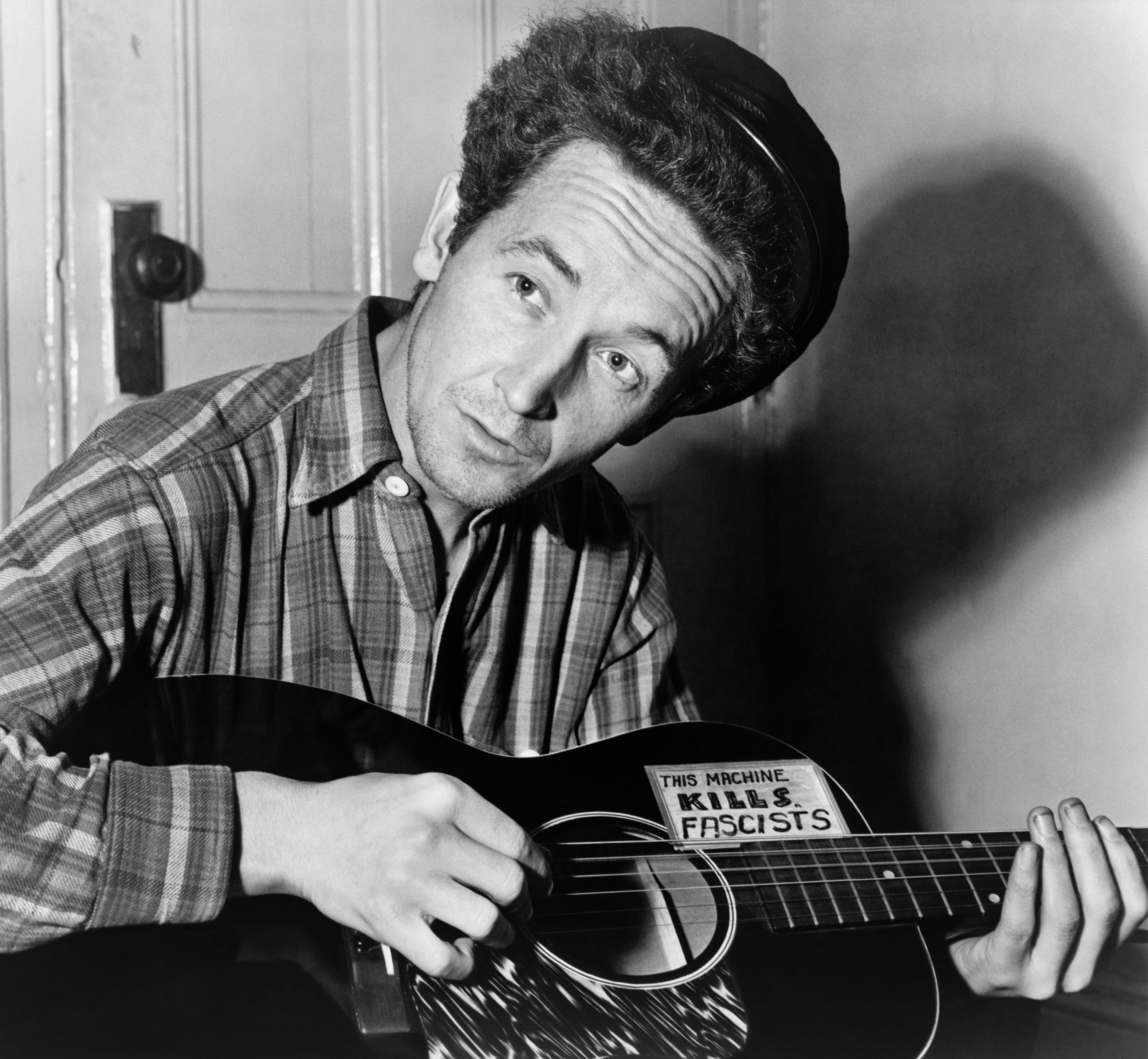
Woody Guthrie en 1943.

"This Land Is Your Land" ("Esta tierra es tu tierra") es una de las canciones más famosas de la música folk de Estados Unidos. La letra la escribió Woody Guthrie en 1940, basada en una melodía ya existente y en respuesta a la canción "God Bless America" de Irving Berlin, que Woody consideraba irreal y autocomplaciente. Cansado de escuchar a Kate Smith cantando "God Bless America" en la radio, escribió una canción en respuesta llamada "God Blessed America for Me". Guthrie varió las letras incluyendo varias frases políticas que simpatizaban con algunos puntos de vista del comunismo.

## Letra original de 1940
Lo siguiente es la letra original escrita el 23 de febrero de 1940, en la habitación de Guthrie en el hotel Hanover de Nueva York, mostrando sus correcciones. La frase "This land was made for you and me" (Esta tierra fue hecha para mí y para ti) no aparece literalmente en el manuscrito al final de cada verso, pero está implícita porque Guthrie las escribió en la parte superior de la página y porque canto esa frase posteriormente.
El título original era "God Blessed America" (Dios bendijo América), pero fue tachado y reemplazado por "This Land Was Made For You & Me" (Esta tierra fue hecha para mí y para ti). Por lo que aparenta que el título original de 1940 era "This Land"(Esta tierra).

This land is your land, and this land is my land
From the California to the Staten New York Island,
From the Redwood Forest, to the Gulf stream waters,
God blessed America for me.
[This land was made for you and me.]
As I went walking that ribbon of highway
And saw above me that endless skyway,
And saw below me the golden valley, I said:
God blessed America for me.
[This land was made for you and me.]
I roamed and rambled and followed my footsteps
To the sparkling sands of her diamond deserts,
And all around me, a voice was sounding:
God blessed America for me.
[This land was made for you and me.]
Was a high wall there that tried to stop me
A sign was painted said: Private Property,
But on the back side it didn't say nothing —
God blessed America for me.
[This land was made for you and me.]
When the sun come shining, then I was strolling
In wheat fields waving and dust clouds rolling;
The voice was chanting as the fog was lifting:
God blessed America for me.
[This land was made for you and me.]
One bright sunny morning in the shadow of the steeple
By the Relief Office I saw my people —
As they stood hungry, I stood there wondering if
God blessed America for me.
[This land was made for you and me.]

De acuerdo a Joe Klein, luego de que Guthrie compuso la canción "él se olvidó por completo de la canción, y no hizo nada con ella por unos 5 años." (Como existe una grabación de marzo, 1944, Klein debería haber dicho "cuatro años".)

## Letra original de 1944
This land is your land, this land is my land
From California to the New York Island
From the Redwood Forest to the Gulf Stream waters
This land was made for you and me.
As I went walking that ribbon of highway
I saw above me that endless skyway
I saw below me that golden valley
This land was made for you and me.
I roamed and I rambled and I followed my footsteps
To the sparkling sands of her diamond deserts
While all around me a voice was sounding
This land was made for you and me.
When the sun came shining, and I was strolling
And the wheat fields waving and the dust clouds rolling
A voice was chanting, As the fog was lifting,
This land was made for you and me.
This land is your land, this land is my land
From California to the New York Island
From the Redwood Forest to the Gulf Stream waters
This land was made for you and me.

## Uso posterior
La canción revivió en la década de los años 60 cuando varios artistas folk como Pete Seeger, Bob Dylan, The Kingston Trio, Trini Lopez, Jay and the Americans y The New Christy Minstrels grabaron versiones inspiradas en su mensaje político.

### Versiones en otros países
Se han grabado muchas versiones de la canción, con letras que se ajustan a otras regiones y momentos, como:
- Canadá, el grupo de folk canadiense The Travellers escribieron su versión en 1955:[4]

This land is your land, This land is my land,
From Bonavista, to Vancouver Island
From the Arctic Circle to the Great Lakes waters,
This land was made for you and me.
...and...
I roamed and I rambled,
And I followed my footsteps
To the fir-clad forests
Of our mighty mountains
And all around me
A voice was calling,
This land was made for you and me.
- El músico sueco Mikael Wiehe escribió una versión en sueco: Det här är ditt land.[5]

- El grupo anarcopunk inglés Zounds la reescribe en su LP de debut en 1981 The Curse of Zounds, sacanco una versión remezclada en CD cuyos beneficios eran para una fundación.[6]

- Existe una versión galesa grabada por el nacionalista galés y cantante folk Dafydd Iwan, cuyo estribillo es:

| Mae'n wlad i mi ac mae'n wlad i tithau, O gopa'r Wyddfa i lawr i'w thraethau, O'r De i'r Gogledd, o Fôn i Fynwy. Mae'r wlad hon yn eiddo i ti a mi. | This land is mine and this is yours, From the top of Snowdon, down to her beaches, From South to North, from Anglesey to Monmouthshire. This land was made for you and me. |

- En Irlanda se canta la canción con el estribillo:

This land is your land, this land is my land
From the northern highlands to the western islands
From the hills of Kerry to the streets of (Free) Derry
This land was made for you and me
- En España, el 7 de octubre de 2011 la plataforma Fundación Robo, proyecto musical colectivo que trabaja alrededor de la canción populista desde mayo de 2011, graba una adaptación con Nacho Vegas, Roberto Herreros y Joseba Irazoki. Esta traslada los lugares de la geografía estadounidense a la peninsular y es en castellano:

Esta es tu tierra, esta es mi tierra.
Desde Calahorra hasta Formentera.
De los Bufones a la Albufera.
Esta tierra es de los dos.
Mientras andaba por la M-30,
que ya era peatonal,
me saludó una zarigüeya.
Y dijo: "Esta tierra es de los dos".
- En Argentina, el artista Boom Boom Kid también hizo un cover en español:

La tierra es tuya, tuya es la tierra, 
desde La Plata hasta Japón,
desde Ushuaia hasta Groenlandia, 
la tierra es tuya, tuya es la tierra.